# 荒川神社
荒川神社（あらかわじんじゃ）は、兵庫県姫路市にある神社。

## 概要
昔は夢前川の本流が流れていたため水害の多かった土地であることから、治水の神が祀られている。社殿も以前は川沿いに祀られていたが水害で何度も流失し、約300年前現在の場所に建立された。現在の神社は小高い山を活かして造られており、城壁のような石垣が特徴である。また、敷地内に寺がある珍しい形式の神社でもある。

## 祭神
- 水波能女神（みずはのめのみこと）
- 手置帆負神（たおきほおいのみこと）
- 彦左知神（ひこさしりのみこと）

## 祭礼行事
- 田休みの祭り（湯立て祭） 7月17日
- 八朔祭（田の実の節句） 9月1日
- 秋季例大祭（小芋祭り） 宵宮・本宮（10月17日の例大祭に直近の土日）、例大祭（10月17日）

2004年9月には、この田休みの祭りから秋祭りまでの一連の例祭が「荒川神社例祭風流」として市の重要無形民俗文化財に指定された。

## 秋季例大祭
荒川神社の秋祭りは別名「小芋祭り」と呼ばれている。これは、馬場で練る屋台を拝殿から見ると「すり鉢の中で小芋を洗うがごとく」見える情景に由来している。荒川神社秋祭りは様々な場所での見せ場があり、宮入り、階段登り、拝殿練り、山登り、山下り、練り合わせと多彩な屋台練りを見ることの出来る、見所の多い祭りである。

## 各地区の屋台
- 町坪屋台 平成30年（2018年）制作 令和2年漆塗り
- 中地屋台 平成24年（2012年）制作 26年漆塗り
- 玉手屋台　昭和56年（1981年）制作 63年漆塗り 平成15年伊達綱新調 平成17年太鼓張替え 平成18年台車新調
  - 屋根の紋が四面とも三つ巴になっている
  - 狭間彫刻は三代目松本義廣の作品
  - 太鼓は播州三太鼓のひとつといわれる。
  - 前屋台の練りだしは老朽化のため平成21年をもって最後となり、平成21年11月1日に除魂式が執り行われた。
  - 平成22年に屋台が新調され、平成24年には漆塗り、飾り金具も一新され完成に至った。
- 岡田屋台　平成5年（1993年）製作 8年漆塗り
- 井ノ口屋台　令和元年（2019年）制作 4年漆塗り
- 西庄屋台　平成6年（1994年）制作 8年漆塗り 錺金具新調 9年幕新調

## 交通
JR山陽本線姫路駅・山陽電鉄山陽姫路駅より市営バス、県商前行き「井の口」下車西へ徒歩3分